# Rosemary Odell
Rosemary Odell (* 27. September 1924 auf Hawaii; † 22. April 1992 in San Joaquin County, Kalifornien) war eine US-amerikanische Kostümbildnerin beim Film.

## Leben
Rosemary Odell wurde 1945 von den Universal Studios als Kostümbildnerin unter Vertrag genommen. Ihre ersten Arbeiten lieferte sie für B-Filme mit etwa 60 Minuten Laufzeit. Die erste Großproduktion ihrer Karriere war 1947 Jules Dassins Gefängnisfilm Zelle R 17 mit Burt Lancaster in der Hauptrolle. Odell entwarf hierbei die Kostüme für den weiblichen Teil der Besetzung, darunter Yvonne De Carlo, Ann Blyth und Ella Raines. Mehrfach kam Odell bei den von Universal produzierten Filmen des Komikerduos Abbott und Costello zum Einsatz. Auch für eine Reihe von Filmkomödien mit Donald O’Connor fertigte sie die Kostüme an. Während ihrer Zeit bei Universal, in der Bill Thomas für die bedeutendsten Filme des Studios mit dem Kostümbild betraut wurde, war Odell häufig für Western zuständig, etwa für Anthony Manns Meuterei am Schlangenfluß (1952) und Andrew V. McLaglens Rancho River (1966) mit James Stewart jeweils in der Hauptrolle. Aber auch Dramen wie Mark Robsons Sieg über das Dunkel und Horrorfilme wie Hinter den Mauern des Grauens, beide aus dem Jahr 1951, zählen zu ihren Arbeiten.
Des Weiteren schuf sie wiederholt Filmkostüme für Universals aufsteigende Stars Rock Hudson und Tony Curtis. Bei Delbert Manns Filmkomödie Ein Hauch von Nerz (1962) war sie wiederum für die Kostüme von Doris Day, dem seinerzeit größten Star des Studios, verantwortlich. An Jack Arnolds erstem Science-Fiction-Film Gefahr aus dem Weltall (1953) war Odell ebenfalls beteiligt.  Weitere Regisseure, unter deren Leitung sie tätig war, waren unter anderem Raoul Walsh, Douglas Sirk, Nathan Juran, George Marshall, Norman Jewison und Michael Anderson. Ende der 1960er Jahre zog sich Odell aus dem Filmgeschäft zurück.

## Filmografie (Auswahl)
- 1945: Easy to Look at
- 1946: Wild Beauty
- 1947: Michigan Kid
- 1947: Zelle R 17 (Brute Force)
- 1947: Die Wildwest-Witwe (The Wistful Widow of Wagon Gap)
- 1948: Betrug (Larceny)
- 1949: Die rote Schlucht (Red Canyon)
- 1949: Die Geschichte der Molly X (The Story of Molly X)
- 1949: Liebe auch ohne Patent (Free for All)
- 1950: Francis, ein Esel – Herr General (Francis)
- 1950: I Was a Shoplifter
- 1950: Ins Leben entlassen (Outside the Wall)
- 1950: Verfemt (The Kid from Texas)
- 1950: Gnadenlos gehetzt (The Lawless)
- 1950: Verliebt, verlobt, verheiratet (Peggy)
- 1950: Ärger in Cactus Creek (Curtain Call in Cactus Creek)
- 1951: Sieg über das Dunkel (Bright Victory)
- 1951: Hinter den Mauern des Grauens (The Strange Door)
- 1951: Mord in Hollywood (Hollywood Story)
- 1952: Meuterei am Schlangenfluß (Bend of the River)
- 1952: Der Schatz im Canyon (The Treasure of Lost Canyon)
- 1952: Der rote Engel (Scarlet Angel)
- 1952: Hat jemand meine Braut gesehen? (Has Anybody Seen My Gal)
- 1952: Der Sohn von Ali Baba (Son of Ali Baba)
- 1953: Gefährliches Blut (The Lawless Breed)
- 1953: Die Stadt unter dem Meer (City Beneath the Sea)
- 1953: Die Hand am Colt (Law and Order)
- 1953: Die Todesbucht von Louisiana (Thunder Bay)
- 1953: Gefahr aus dem Weltall (It Came from Outer Space)
- 1953: Abbott und Costello gegen Dr. Jekyll und Mr. Hyde (Abbott and Costello Meet Dr. Jekyll and Mr. Hyde)
- 1953: All meine Sehnsucht (All I Desire)
- 1953: Der Prinz von Bagdad (The Veils of Bagdad)
- 1953: Seminola (Seminole)
- 1954: Die Teufelspassage (Border River)
- 1954: In den Kerkern von Marokko (Yankee Pasha)
- 1954: Der eiserne Ritter von Falworth (The Black Shield of Falworth)
- 1954: Destry räumt auf (Destry)
- 1955: Metaluna IV antwortet nicht (This Island Earth)
- 1955: Der Privatkrieg des Major Benson (The Private War of Major Benson)
- 1956: Das Geheimnis der fünf Gräber (Backlash)
- 1956: Stunden des Terrors (A Day of Fury)
- 1956: Schüsse peitschen durch die Nacht (Showdown at Abilene)
- 1956: Wem die Sterne leuchten (4 Girls in Town)
- 1962: Ein Hauch von Nerz (That Touch of Mink)
- 1962: Am schwarzen Fluß (The Spiral Road)
- 1962: Wer die Nachtigall stört (To Kill a Mockingbird)
- 1963: Der eiserne Kragen (Showdown)
- 1963: Captain Newman (Captain Newman, M.D.)
- 1964: Monsieur Cognac (Wild and Wonderful)
- 1964: Ein tollkühner Draufgänger (The Lively Set)
- 1965: Widersteh, wenn du kannst (Bus Riley’s Back in Town)
- 1966: Rancho River (The Rare Breed)
- 1966: Drei Fremdenlegionäre (Beau Geste)
- 1966: Zwei tolle Kerle in Texas (Texas Across the River)
- 1967: Ritt zum Galgenbaum (Ride to Hangman’s Tree)
- 1969: Ein Frechdachs im Maisbeet (Rascal)